# Glenn D'Hollander
Glenn D'Hollander (Sint-Niklaas, 28 de diciembre de 1974) es un exciclista belga. 
Es el cuñado de Greg Van Avermaet y primo de Preben Van Hecke.

## Palmarés
1995
- 1 etapa del Tour de Valonia

1996
- Schaal Sels
- 1 etapa de la Vuelta a Austria

1997
- 1 etapa del Tour de Valonia

1999
- 1 etapa del Circuito Montañés

2001
- 1 etapa de la Uniqa Classic
- Tour de Valonia, más 1 etapa
- 3.º en el Campeonato de Bélgica Contrarreloj

2002
- 1 etapa de la Estrella de Bessèges

## Resultados en Grandes Vueltas y Campeonatos del Mundo
| Carrera         | Carrera         | 1996 | 1997 | 1998 | 1999 | 2000 | 2001 | 2002 | 2003 | 2004 | 2005 | 2006 | 2007 | 2008 | 2009 | 2010 |
| --------------- | --------------- | ---- | ---- | ---- | ---- | ---- | ---- | ---- | ---- | ---- | ---- | ---- | ---- | ---- | ---- | ---- |
|                 | Giro de Italia  | ―    | ―    | ―    | ―    | ―    | Ab.  | ―    | ―    | ―    | ―    | ―    | ―    | ―    | ―    | ―    |
|                 | Tour de Francia | ―    | ―    | ―    | ―    | ―    | ―    | ―    | ―    | ―    | ―    | ―    | ―    | ―    | ―    | ―    |
|                 | Vuelta a España | ―    | ―    | ―    | ―    | ―    | ―    | ―    | ―    | ―    | ―    | ―    | ―    | ―    | ―    | ―    |
| Mundial en Ruta | Mundial en Ruta | Ab.  | ―    | ―    | ―    | ―    | ―    | ―    | ―    | ―    | ―    | ―    | ―    | ―    | ―    | ―    |

—: no participa
Ab.: abandono